# Bodångeln
Bodångeln är en sjö i Falu kommun i Dalarna och ingår i Gavleåns huvudavrinningsområde. Sjön är 1,5 meter djup, har en yta på 0,11 kvadratkilometer och är belägen 305,3 meter över havet. Sjön avvattnas av vattendraget Borrsjöån.

## Delavrinningsområde
Bodångeln ingår i det delavrinningsområde (674176-152204) som SMHI kallar för Utloppet av Bodångeln. Medelhöjden är 320 meter över havet och ytan är 0,8 kvadratkilometer. Räknas de 2 avrinningsområdena uppströms in blir den ackumulerade arean 2,16 kvadratkilometer. Borrsjöån som avvattnar avrinningsområdet har biflödesordning 2, vilket innebär att vattnet flödar genom totalt 2 vattendrag innan det når havet efter 82 kilometer. Avrinningsområdet består mestadels av skog (86 procent). Avrinningsområdet har 0,11 kvadratkilometer vattenytor vilket ger det en sjöprocent på 13,7 procent.